# Polyptyque de Wadalde
Le Polyptyque de Wadalde ou Descriptio mancipiorum est un recueil des propriétés de l'Abbaye de Saint-Victor et de la Cathédrale de Marseille réalisé en 814 sous la direction de l'évêque Wadalde de Marseille.

## Histoire
Le polyptyque est conservé aux Archives départementales des Bouches-du-Rhône à Marseille.

## Description
Le Polyptyque est un rouleau de parchemin long de 2,16 m et large de 25 cm.

## Contenu
Il décrit les propriétés de la Cathédrale de Marseille et de l'Abbaye de Saint-Victor.
En treize chapitres, il recense les domaines dans treize villages, avec les noms des tenanciers et les revenus qui leur correspondent.
Les localités indiquées posent un problème de localisation précise en raison de la manière dont elles sont mentionnées.
Sont cités, entre autres, les villages de :
- Archail, Argario
- Draix, Travigio et Sinido
- Esclangon, Sclangone
- Fontienne, Fontelaigas et Fonteleigas
- La Javie, Caladius
- Lambesc, villa Lambiscum
- Marcoux
- Prads-Haute-Bléone
- Rougon, villa Rovagonis
- Sénas, villa Sinaca
- Vergons, villa Vergonis